# Gouden langsprietmot
De gouden langsprietmot (Nemophora metallica) is een vlinder uit de familie Adelidae, de langsprietmotten. De spanwijdte bedraagt tussen de 16 en 20 millimeter.

## Waardplanten
De gouden langsprietmot heeft beemdkroon en duifkruid als waardplanten.

## Voorkomen in Nederland en België
De gouden langsprietmot komt in Nederland voornamelijk voor in het zuiden van de provincie Limburg. In België is het een vrij algemene voorkomende soort. De soort kent één generatie, die vliegt van juni tot augustus.